# Стадион Литовской футбольной федерации
Стадион LFF (лит. LFF stadionas — «стадион Литовской федерации футбола»), ранее известный как стадион Ветра) — футбольный стадион в Вильнюсе, Литва.

## История
Стадион был впервые назван Lokomotyvas («Локомотив») в советское время, из-за его расположения недалеко от железнодорожного вокзала Вильнюса.
В 2004 году это был первый частный футбольный стадион в Литве, восстановленный после советских времён. Затем он был переименован в стадион Ветра (Vetra) и стал домашней ареной команды «Ветра».
После банкротства команды в 2010 году, стадион был передан Федерации футбола Литвы и был переименован в ЛФФ стадион. Стадион перетерпел различные улучшения, благодаря чему стадион приобрёл статус стадиона 3-категории УЕФА. 
После ремонта в 2012 году разместили новый штаб и травяное покрытие было заменено на искусственное.
В 2015 году стадион был обновлён — искусственный газон был обновлён с новым более качественным покрытием, а также обновлена система освещения стадиона. Год спустя, перед матчем с Мальтой, было установлено новое табло. В апреле 2020 года вновь было изменено футбольное поле.
С 2012 года стадион является домашним для сборной Литвы по футболу и с 2011 года одного из лучших клубов Литвы — вильнюсского «Жальгирис». 
Также, с 2014 года стадион является домашним для команды «Ритеряй» из Вильнюса.
Текущая вместимость стадиона — 5067 человек.